# Apodasyini
Apodasyini — триба жуков-усачей из подсемейства ламиин.

## Описание
Эпистерны заднегруди обычной ширины.

## Систематика
В составе трибы:
- роды: Aconopteroides — Aconopterus — Adjinga — Amblymora — Amymoma — Anacasta — Anaespogonius — Anaesthetis — Anaesthetobrium — Anaesthetomorphus — Ancita — Anhanga — Apodasya — Aragea — Arhopaloscelis — Atimiliopsis — …